# دهستان سردشت (بشاگرد)
دهستان سردشت، یکی از دهستان‌های بخش مرکزی شهرستان بشاگرد در استان هرمزگان ایران است. مرکز این دهستان، شهر سردشت است.

## جمعیت
بر پایه سرشماری عمومی نفوس و مسکن در سال ۱۳۹۵، جمعیت دهستان سردشت برابر با ۳٬۶۲۳ نفر بوده‌است.